# Omocena syrtis
Omocena syrtis is een vlinder uit de familie slakrupsvlinders (Limacodidae). De wetenschappelijke naam van deze soort is voor het eerst geldig gepubliceerd in 1893 door Schaus.
De soort komt voor in tropisch Afrika.